# Hacia una tierra desconocida
Hacia una tierra desconocida (en inglés: To a Land Unknown) es una película dramática de 2024, dirigida y coescrita por Mahdi Fleifel.
La película, coproducción de empresas del Reino Unido, Francia, Alemania, Países Bajos, Grecia, Catar, Arabia Saudita y Palestina, está protagonizada por Mahmood Bakri y Aram Sabbah en el papel de Chatila y Reda, refugiados palestinos que viven en Atenas e intentan ahorrar el poco dinero que pueden conseguir para comprar pasaportes falsos que les permitan trasladarse a Alemania, pero Chatila se ve envuelta en una trama de contrabando de alto riesgo después de que Reda se gaste todo el dinero en heroína.

## Reparto
- Angeliki Papoulia como Tatiana
- Mohammad Alsurafa como Malik
- Manal Awad como la tía de Malik
- Mahmoud Bakri como Chatila
- Munther Reyahneh como Marwan
- Mouataz Alshaltouh como Abu Love
- Aram Sabbah como Reda
- Mohammad Ghassan como Yasser

## Distribución

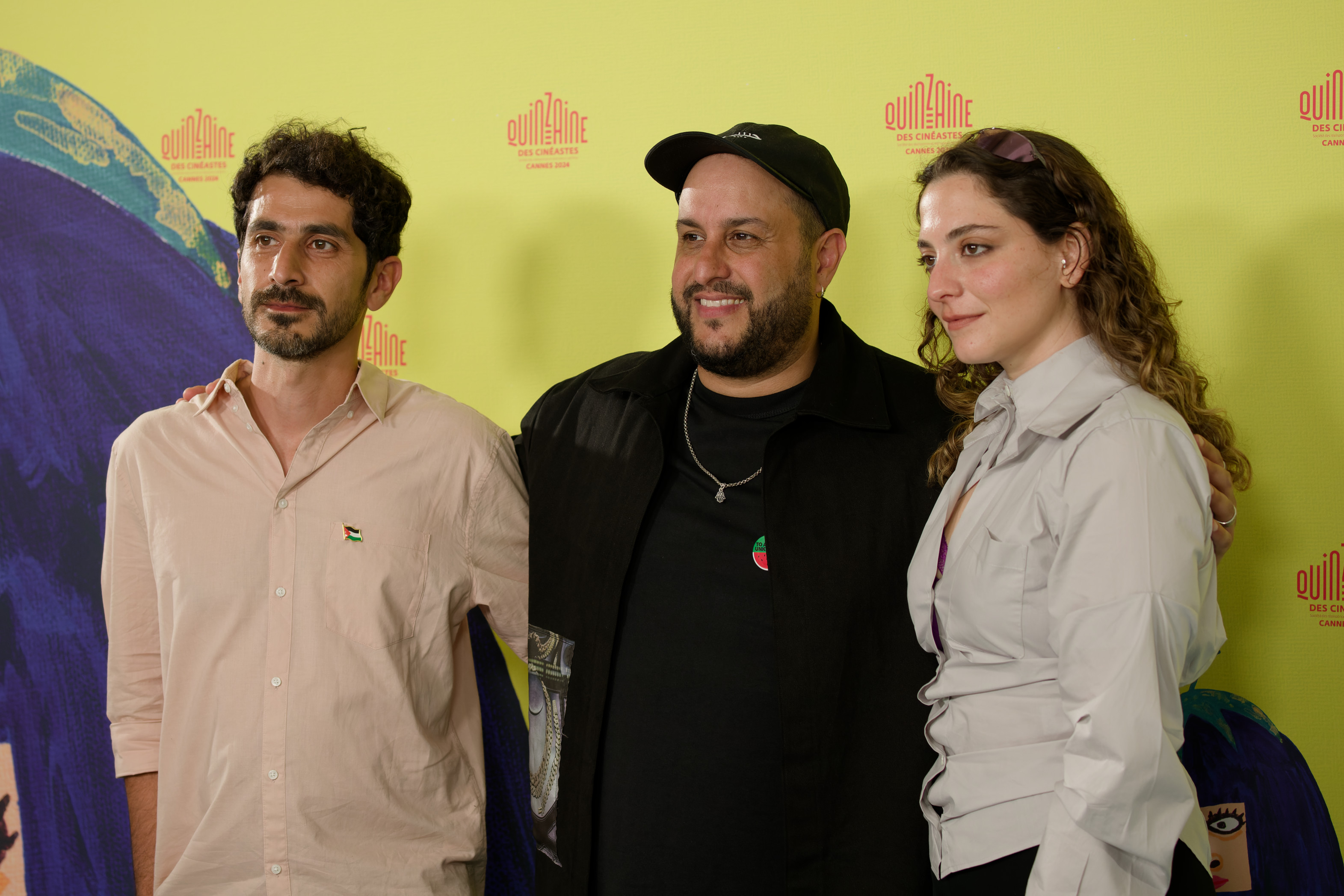
Halim Sabbagh, Mahdi Fleifel y Nadah El Shazly en el estreno de la película en el Festival de Cine de Cannes 2024

La película se estrenó en el programa de la Quincena de Realizadores del Festival de Cine de Cannes de 2024, y tuvo su estreno en Norteamérica en el Festival Internacional de Cine de Toronto de 2024.
Ha sido adquirida para su distribución comercial por Watermelon Pictures en Norteamérica.